# Liste der Ehrenbürger von Luckenwalde

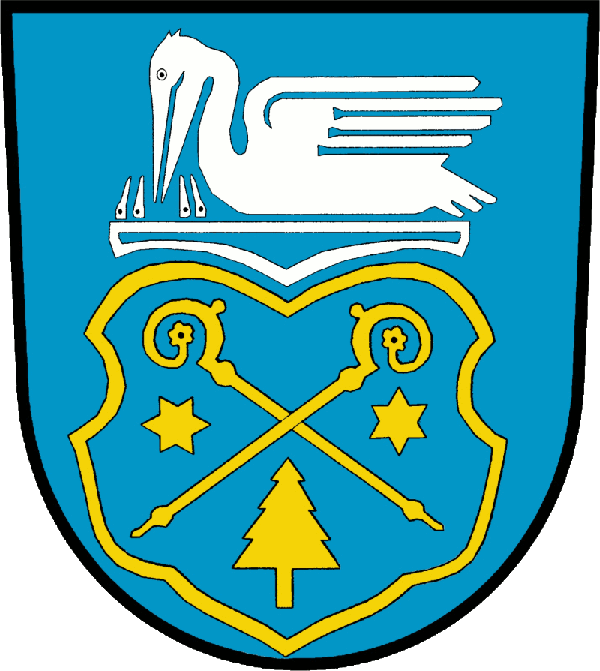
Wappen der Stadt Luckenwalde

Das Ehrenbürgerrecht ist die höchste Auszeichnung der Stadt Luckenwalde.
Hinweis: Die Auflistung erfolgt chronologisch nach Datum der Zuerkennung. Sie ist jedoch nicht vollständig.

## Die Ehrenbürger der Stadt Luckenwalde
1. Heinrich Conrad von Carl (* 22. Oktober 1795 in Brandenburg; † 23. Oktober 1867 in Berlin), Fabrikant
Verleihung am 22. Oktober 1855
2. Gustav Emisch (* 15. September 1825 in Luckenwalde; † 13. Januar 1897 in Luckenwalde), Tuchfabrikant
Verleihung am 6. Dezember 1891
Emisch fungierte 43 Jahre lang als ehrenamtlicher Stadtrat und davon 30 Jahre als 1. Beigeordneter. Er gehörte zudem 24 Jahre dem Kreistag an und übte zahlreiche Ehrenämter aus. Zum Ehrenbürger wurde er als Zeichen der Verehrung und Dankbarkeit für die großen Verdienste, welche er sich während seines 25-jährigen Wirkens als Beigeordneter im Dienste der Stadt ernannt.
3. Emil Koitz (* 1. Juli 1881 in Luckenwalde; † 27. Januar 1970 in Luckenwalde), Lehrer, Heimatforscher
Verleihung ?
Koitz recherchierte ehrenamtlich die Geschichte der Stadt Luckenwalde und ihrer Umgebung. Aus dieser Arbeit entstanden Hunderte regionalgeschichtlicher Artikel und die bislang letzte Stadtchronik. Zudem gehörte er längere Zeit dem Stadtrat an.
4. Paul Hube (* 1. Dezember 1909 in Schlieben; † 1. März 1996 in Luckenwalde), Stadtverordneter
Verleihung 1975
Hube war 26 Jahre lang Mitglied der Stadtverordnetenversammlung. Mit der Verleihung der Ehrenbürgerschaft anlässlich des 30. Jahrestages der Befreiung der Stadt Luckenwalde durch die Rote Armee würdigte die Stadt seine besonderen Verdienste beim Aufbau und der Entwicklung der sozialistischen Gesellschaftsordnung in der DDR sowie der Leistungen für die Stadt Luckenwalde und ihre Bürger.
5. Georg Ziegener (* 31. Mai 1904 in Luckenwalde; † 22. September 1986 in Luckenwalde)
Verleihung 1975
6. Wladimir Kaitonowitsch Dzyk, russischer Militär
Verleihung ca. 1975
Dzyk war gegen Ende des Zweiten Weltkriegs der Befreier der Stadt Luckenwalde. Anlässlich eines Besuches wurde er zum Ehrenbürger ernannt.
7. Hans Freudenthal (* 17. September 1905 in Luckenwalde; † 13. Oktober 1990 in Utrecht), Mathematiker, Wissenschaftsdidaktiker
Verleihung im September 1990
Freudenthal wurde aus Dank seiner Heimatstadt für sein engagiertes Wirken auf wissenschaftlichem Gebiet die Ehrenbürgerschaft verliehen.
8. Gerd Gebert (* 7. Januar 1926 in Klasdorf/Baruth; † 16. Juli 2007),
Verleihung am 10. Februar 2006

## Quelle
- luckenwalde.de